# Sulzbach (Apolda)
Sulzbach (ⓘ) ist ein Teil von Herressen-Sulzbach, einem Ortsteil der Stadt Apolda im Landkreis Weimarer Land in Thüringen.

## Lage
Sulzbach liegt südwestlich von Apolda in einem flachen Tal des Sulzbaches, der in Hammerstedt entspringt und durch das Moorental Richtung Apolds fließt und bei Nauendorf in die Ilm mündet. Mit einer Ortsverbindungsstraße und mit einem Fußgängerweg durch den Stadtpark ist das Dorf erreichbar. Die Gemarkung befindet sich in einem fruchtbaren Ackerbaugebiet zwischen Apolda und Weimar und sollte auch so genutzt werden. Die Fläche umfasst für beide Partner 541 Hektar.

## Geschichte
Am 18. Mai 876 wurde das Dorf erstmals urkundlich genannt. Die Ritter von Sulzbach waren im 13. Jahrhundert Gefolgsleute der Grafen von Kirchberg bei Jena.
Der Ort gehörte zu dem im 14. Jahrhundert gegründeten ernestinischen Amt Dornburg. Ab 1815 war der Ort Teil des Großherzogtums Sachsen-Weimar-Eisenach, die ihn dem Amt Roßla und 1850 dem Verwaltungsbezirk Weimar II (Verwaltungsbezirk Apolda) angliederte. Seit 1920 gehörte Sulzbach zum Land Thüringen und wurde mit diesem nach 1945 Teil der Sowjetischen Besatzungszone und der DDR.
Die Gemeinde Sulzbach wurde am 1. Juli 1950 nach Herressen eingemeindet, Anfang der 1990er Jahre erfolgte durch einen Bürgerentscheid die Umbenennung in Heressen-Sulzbach, welches seit dem 6. Mai 1993 ein Ortsteil von Apolda ist.
1992 erfolgte für einen Gewerbepark auf 93 Hektar Ackerland der erste Spatenstich. 53 Hektar sind bebaut, und es wurden Arbeitsplätze geschaffen.
In der Gemeinde wohnten 2009 insgesamt 626 Personen.

## Kirchliches
Im Jahre 1926 trat in Sulzbach der badische Pfarrer Wilhelm Koch sein Pfarramt an und arbeitete engagiert am religiösen Gemeindeaufbau in der Muttergemeinde sowie den dazugehörigen Filialgemeinden Herressen und Oberndorf. Nach anfänglicher Begeisterung für die „nationale Erhebung“ 1933 wurde er zunehmend misstrauisch gegenüber der in seinen Dörfern aggressiv vorgehenden Nationalsozialisten. In der Folgezeit entstand ein richtiger Kirchenkampf zwischen seiner Evangelischen Frauenhilfe und der NS-Frauenschaft, die der Nazilehrer Lindner in Stellung brachte gegen die gläubigen Frauen im Umkreis von Koch, die sich der „Lutherischen Bekenntnisgemeinschaft“ angeschlossen hatten. Weil Koch und seine Bekenntnisfrauen sich den Nazis nicht unterwarfen, sondern sich öffentlich zur Bekenntniskirche hielten, kam die Familie des Pfarrers immer stärker unter den Druck der Gestapo. Eine verbotene Kanzelabkündigung der BK brachte Koch sogar eine dreiwöchige Gefängnishaft in Apolda ein. Durch die Zusammenarbeit zwischen der Gestapo und dem Deutsch-christlichen Landeskirchenrat in Eisenach wurde Koch 1937 vom Amt suspendiert und im Dezember des Jahres des Landes Thüringen verwiesen. Erst nach einem halben Jahr durften die verbliebene Ehefrau mit ihren fünf Kindern dem verbannten Ehemann und Vater nachfolgen, der in einer hessischen Kirchengemeinde eine neue Pfarrstelle antreten konnte. Der Prager-Haus Apolda e. V. brachte 2013 die Aufzeichnungen des Pfarrers und seiner Familie heraus.

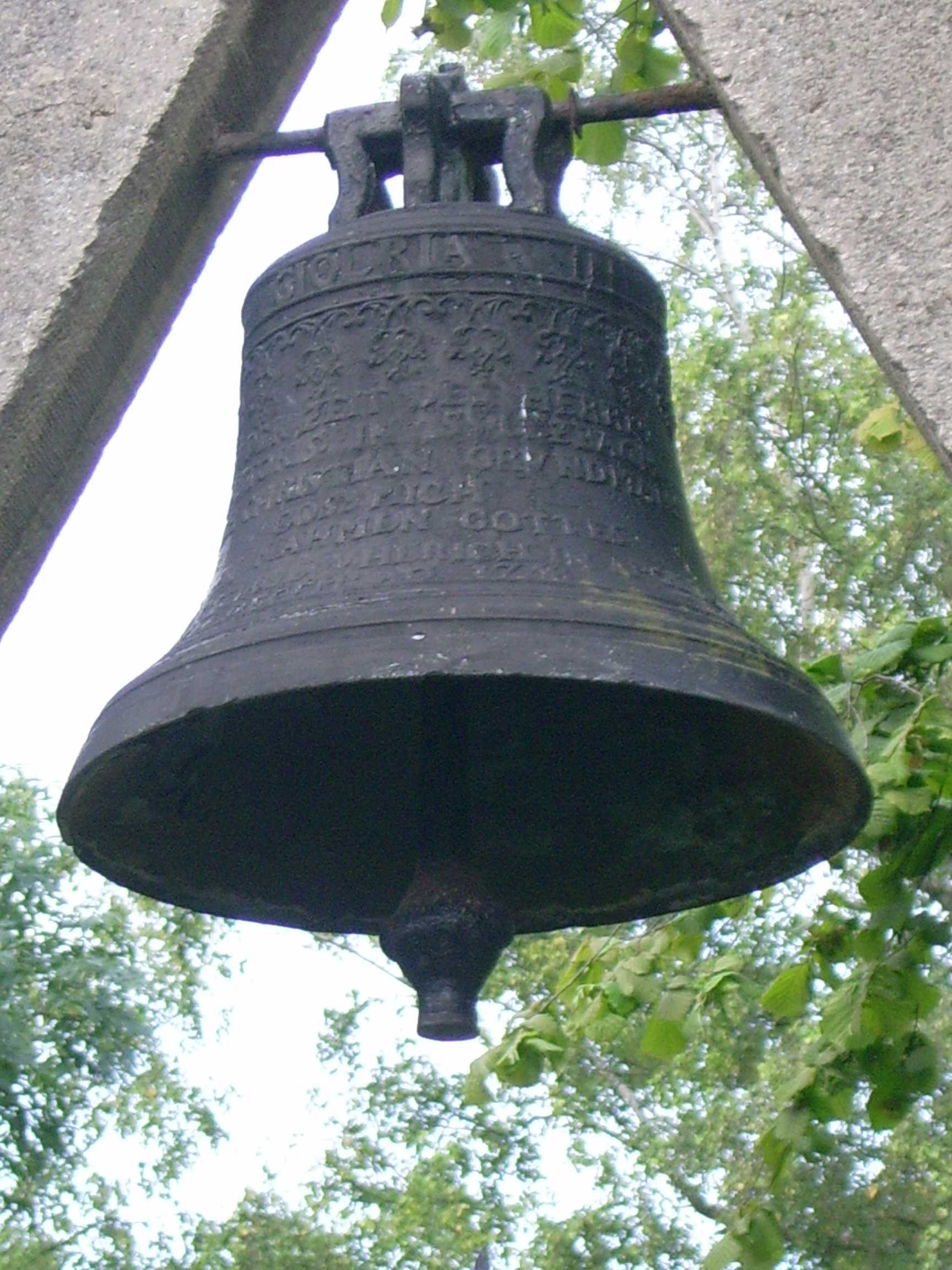
Ulrich-Glocke im Denkmal für die Gefallenen beider Weltkriege

## Sehenswürdigkeiten
- Die Dorfkirche St. Petrus aus dem 12. Jahrhundert. Sie wurde 1655 und 1777 umgebaut und renoviert. Die Glocke, vermutlich aus der Jenaer Werkstatt des Hermann Herlin, stammt aus der 1. Hälfte des 15. Jahrhunderts und trägt unter einer einzeiligen Kryptogramm-Inschrift das Pilgerzeichen der Wersdorfer Wallfahrt bei Apolda: einen segnenden Bischof mit Bischofsstab, auf einem Drachen stehend. Links daneben ein flatterndes Band mit den Schriftzeichen „/+ CASPAR ME [-] CHOR /“.[3]
- Dorfmühle – Sie wurde 1778 umgebaut, demnach ist sie viel älter
- Springbrunnen aus dem Jahr 1905 aus Tuffgestein
- Denkmal für die Gefallenen beider Weltkriege
- mittelalterliches Steinkreuz nördlich von Sulzbach